# Karirahu
Karirahu ist eine unbewohnte Insel, fünf Kilometer von der größten estnischen Insel Saaremaa und 490 Meter von der Insel Vilsandi entfernt. Sie liegt in der Landgemeinde Saaremaa im Kreis Saare. Sie ist die nördlichste der Vaika-Inseln und gehört zum Nationalpark Vilsandi. Die Insel ist 0,65 Hektar groß.